# Romanização revisada da língua coreana

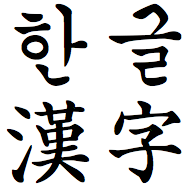

A romanização revisada da língua coreana ou romanização revista da língua coreana (em coreano: 국어의 로마자 표기법; romaniz.: gug-eoui lomaja pyogibeob) é o sistema de romanização oficial do idioma coreano na Coreia do Sul, substituindo o antigo sistema McCune-Reischauer. O novo sistema elimina os sinais diacríticos em favor dos dígrafos e adere mais à fonologia da Coreia do que uma interpretação sugestiva da fonética coreana para falantes não nativos.
A romanização revista limita-se apenas ao alfabeto inglês (para além do uso limitado, muitas vezes opcional do hífen). Ele foi desenvolvido pela Academia Nacional da Língua Coreana a partir de 1995 e foi lançado ao público em 07 de julho de 2000, pelo Ministério da Coreia do Sul de Cultura e Turismo no Edital nº 2000-8. O anúncio cita as seguintes razões para o novo sistema:
- É conveniente para digitar nos computadores, pois ele usa apenas letras latinas e símbolos, acabando com os apóstrofos e breves que assolam McCune-Reischauer.
- Ela promove a romanização consistente por falantes nativos coreanos por meio de uma melhor transcrição característica da linguagem importante.
- Reduz a confusão causada por omissão frequente de apóstrofos e sinais diacríticos.
- Racionaliza o idioma coreano com o texto ASCII de nomes de domínio Internet.

## Características
As principais características do sistema de romanização revista são:
- 어 e 으 são escritas como dígrafos com duas vogais: eo e eu, respectivamente (em substituição do ŏ e ŭ do sistema McCune-Reischauer).
  - No entanto, ㅝ é escrito como wo e ㅢ é escrito como ui.
- Ao contrário de McCune-Reischauer, as consoantes (ㅋ, ㅌ, ㅍ, ㅊ) aspiradas não têm apóstrofo: k, t, p, ch. As suas consoantes homólogas não aspiradas (ㄱ, ㄷ, ㅂ, ㅈ) são escritas com letras que são vocalizadas em inglês: g, d, b, j. No entanto, todas as consoantes que são pronunciadas como paradas não lançadas (que são basicamente todas, exceto ㄴ, ㄹ, ㅁ, ㅇ, que não são seguidas por uma vogal ou semivogal) são escritas como k, t, p, sem ter em conta o seu valor morfofonêmico: 벽 → byeok, 밖 → bak, 부엌 → bueok (Mas: 벽에 → byeoge, 밖에 → bakke, 부엌에 → bueoke)
- ㅅ é sempre escrito como s antes de vogais e semivogais, não há sh exceto quando transliterar.
- ㄹ é r antes de uma vogal ou uma semivogal, e l em todos outros lugares: 리을 → rieul, 철원 → Cheorwon, 울릉도 → Ulleungdo, 발해 → Balhae. Assim como em McCune-Reischauer, ㄴ é sempre escrito como um L pronunciado como uma lateral em vez de um consoante nasal: 전라북도 → Jeollabuk-do

Além disso, o sistema revisado contém disposições especiais para as regras fonológicas regulares que fazem exceções para a transliteração (ver Língua coreana#Fonologia).
Outras regras e recomendações incluem:
- Um hífen pode, opcionalmente, disambiguar sílabas: 가을 → ga-eul (outono) versus 개울 → gae-ul (torrente). No entanto, poucas publicações oficiais fazem uso desta provisão, uma vez que casos reais de ambiguidade entre nomes são raros.
  - Um hífen deve ser usado em transliterações linguísticas, onde se denota a sílaba inicial ㅇ (exceto no início de uma palavra): 없었습니다 → eobs-eoss-seubnida, 외국어 → oegug-eo, 애오개 → Ae-ogae
- É permitido hifenizar sílabas em nome próprio, seguindo uma prática comum. Certas mudanças fonológicas, normalmente indicado em outros contextos, são ignoradas em nomes, para melhor ambiguidade entre nomes: 강홍립 → Gang Hongrip ou Gang Hong-rip, 한복남 → Han Boknam ou Han Bok-nam
- As unidades administrativas (como do) não são hifenizadas do próprio nome de lugar: 강원도 → Gangwon-do
  - Pode-se omitir a expressão "tais como 시, 군, 읍”: 평창군 → Pyeongchang-gun ou Pyeongchang, 평창읍 → Pyeongchang-eup ou Pyeongchang.
- No entanto, os nomes de características geográficas e as estruturas artificiais não são hifenizados:설악산 → Seoraksan, 해인사 → Haeinsa
- Capitalizar os substantivos.

ĎĐÄǍ
À semelhança de várias línguas europeias que tenham sido submetidas a simplificações ortográficas (como o português ou o sueco), a romanização revista não deve ser adotada como a romanização oficial de nomes de família coreana. Por exemplo, o nome comum de família, Lee (이), seria "eu", tanto na versão revisada e romanização McCune-Reischauer. Nomes próprios e nomes comerciais são incentivados a mudar, mas não é necessário. Todos os livros coreanos foram obrigados a cumprir com o novo sistema até 28 de fevereiro de 2002. Jornais de língua inglesa na Coreia do Sul inicialmente resistiram ao novo sistema, citando suas falhas, embora todos mais tarde cederam à pressão do governo. O Korea Times foi o último grande jornal Inglês, que mudou em maio de 2006 para a romanização revista.
A Coreia do Norte continua a usar uma versão do sistema de McCune-Reischauer de romanização, que estava em uso oficial da Coreia do Sul de 1984 a 2000.

## Regras de transcrição

### Letras vogais
|       | ㅏ a  | ㅐ ae  |       | ㅑ ya | ㅒ yae |
| ㅓ eo | ㅔ e  | ㅕ yeo | ㅖ ye |       |        |
| ㅗ o  | ㅘ wa | ㅙ wae | ㅚ oe | ㅛ yo |        |
| ㅜ u  | ㅝ wo | ㅞ we  | ㅟ wi | ㅠ yu |        |
|       | ㅡ eu | ㅢ ui  | ㅣ i  |       |        |

### Letras consoantes
| ㄱ   | ㄲ | ㅋ | ㄷ   | ㄸ | ㅌ | ㅂ   | ㅃ | ㅍ |      |
| ---- | -- | -- | ---- | -- | -- | ---- | -- | -- | ---- |
| g, k | kk | k  | d, t | tt | t  | b, p | pp | p  |      |
| ㅈ   | ㅉ | ㅊ | ㅅ   | ㅆ | ㅎ | ㄴ   | ㅁ | ㅇ | ㄹ   |
| j    | jj | ch | s    | ss | h  | n    | m  | ng | r, l |

A romanização revista transcreve algumas alterações fonéticas que ocorrem com as combinações da consoante final de um caractere e a consoante inicial da próxima, por exemplo Hanguk → Hangug-eo:
|         | inicial → | ㅇ   | ㄱ  | ㄴ     | ㄷ  | ㄹ     | ㅁ  | ㅂ  | ㅅ  | ㅈ  | ㅊ   | ㅋ  | ㅌ  | ㅍ  | ㅎ        |
| final ↓ |           |      | g   | n      | d   | r      | m   | b   | s   | j   | ch   | k   | t   | p   | h         |
| ------- | --------- | ---- | --- | ------ | --- | ------ | --- | --- | --- | --- | ---- | --- | --- | --- | --------- |
| ㄱ      | k         | g    | kg  | ngn    | kd  | ngn    | ngm | kb  | ks  | kj  | kch  | k-k | kt  | kp  | kh, k     |
| ㄴ      | n         | n    | n-g | nn     | nd  | ll, nn | nm  | nb  | ns  | nj  | nch  | nk  | nt  | np  | nh        |
| ㄷ      | t         | d, j | tg  | nn     | td  | nn     | nm  | tb  | ts  | tj  | tch  | tk  | t-t | tp  | th, t, ch |
| ㄹ      | l         | r    | lg  | ll, nn | ld  | ll     | lm  | lb  | ls  | lj  | lch  | lk  | lt  | lp  | lh        |
| ㅁ      | m         | m    | mg  | mn     | md  | mn     | mm  | mb  | ms  | mj  | mch  | mk  | mt  | mp  | mh        |
| ㅂ      | p         | b    | pg  | mn     | pd  | mn     | mm  | pb  | ps  | pj  | pch  | pk  | pt  | p-p | ph, p     |
| ㅇ      | ng        | ng-  | ngg | ngn    | ngd | ngn    | ngm | ngb | ngs | ngj | ngch | ngk | ngt | ngp | ngh       |